# Pedarius
A pedarius (senator pedarius) az ókori Rómában azon személyek megnevezése volt, akiket ugyan már megválasztottak, ám őket a censor még nem sorolta be a senatorok közé.
A pedariusok jogai korlátozottak voltak,  ugyanis a  szenátusban felszólalási joggal nem rendelkeztek. Szavazáskor a szavazást kérő szenátor felszólította a pedariusokat, hogy álljanak az egyik oldalra az indítvánnyal egyetértő személyek, míg a másikra az azt ellenzők. Egyes vélekjedések szerint a pediariusok korábban már hivatalt viselt személyek voltak. 

## A szó eredete
A latin pedarius, a pedarius („lábhoz tartozó”), a pes, pedis („láb”) szóból ered. A szó egyik lehetséges etimológiája az, hogy az egyik oldalra álltak vagy a másikra, lényegében "a lábukkal" szavaztak. 